# Delias sagessa
Delias sagessa is een vlindersoort uit de familie van de Pieridae (witjes), onderfamilie Pierinae.
Delias sagessa werd in 1910 beschreven door Fruhstorfer.